# Prueba Villafranca de Ordizia 2018
La Prueba Villafranca de Ordizia 2018, novantacinquesima edizione della corsa e valevole come evento dell'UCI Europe Tour 2018 categoria 1.1, si svolse il 25 luglio 2018 su un percorso di 165,7 km, con partenza e arrivo a Ordizia, in Spagna. La vittoria fu appannaggio dell'australiano Robert Power, il quale completò il percorso in 3h46'36", alla media di 43,87 km/h, precedendo il britannico Simon Yates e il lettone Krists Neilands.
Sul traguardo di Ordizia 58 ciclisti, su 90 partenti, portarono a termine la competizione.

## Squadre e corridori partecipanti
| N.    | Cod. | Squadra                       |
| ----- | ---- | ----------------------------- |
| 1-7   | MTS  | Mitchelton-Scott              |
| 11-18 | MOV  | Movistar Team                 |
| 21-27 | BBH  | Bugos-BH                      |
| 31-38 | CJR  | Caja Rural-Seguros RGA        |
| 41-48 | DMP  | Delko Marseille Provence KTM  |
| 51-58 | EUS  | Euskadi Basque Country-Murias |
| 61-68 | ICA  | Israel Cycling Academy        |

| N.      | Cod. | Squadra                       |
| ------- | ---- | ----------------------------- |
| 71-77   | DGV  | Dare Gaviota                  |
| 81-87   | DCT  | Inteja Dominican Cycling Team |
| 91-96   | KWT  | Massi-Kuwait Team             |
| 101-107 | PLK  | Polartec Kometa               |
| 111-118 | EUK  | Team Euskadi                  |
| 121-126 | UKO  | Team Ukyo                     |

## Ordine d'arrivo (Top 10)
| Pos. | Corridore         | Squadra      | Tempo    |
| ---- | ----------------- | ------------ | -------- |
| 1    | Robert Power      | Mitchelton   | 3h46'36" |
| 2    | Simon Yates       | Mitchelton   | s.t.     |
| 3    | Krists Neilands   | Israel       | a 37"    |
| 4    | Fernando Barceló  | Euskadi      | s.t.     |
| 5    | Antonio Pedrero   | Movistar     | s.t.     |
| 6    | J. A. López-Cózar | Team Euskadi | a 41"    |
| 7    | Diego Rubio       | Burgos-BH    | a 2'37"  |
| 8    | Nikolaj Mihajlov  | Delko Mar.   | s.t.     |
| 9    | Rubén Plaza       | Israel       | s.t.     |
| 10   | Awet Gebremedhin  | Israel       | s.t.     |